# Clathria dubia
Clathria dubia är en svampdjursart som först beskrevs av James Barrie Kirkpatrick 1900.  Clathria dubia ingår i släktet Clathria och familjen Microcionidae. Inga underarter finns listade i Catalogue of Life.